# توم والشيها
توم ولاسشيها (بالألمانية: Tom Wlaschiha)‏ (و. 1973 – م) هو ممثل، وممثل أفلام، وممثل مسرحي، وممثل دُبلاج من ألمانيا . ولد في دونا.

## التعليم
تعلم في جامعة الموسيقى والمسرح في لايبزيغ ‏

## الأعمال

### أفلام
- يونان (2025)

## روابط خارجية
- توم والشيها على موقع IMDb (الإنجليزية)
- توم والشيها على موقع روتن توميتوز (الإنجليزية)
- توم والشيها على موقع مونزينجر (الألمانية)
- توم والشيها على موقع ألو سيني (الفرنسية)
- توم والشيها على موقع أول موفي (الإنجليزية)
- توم والشيها على موقع قاعدة بيانات الأفلام السويدية (السويدية)
- توم والشيها على موقع قاعدة بيانات الفيلم (الإنجليزية)
- توم والشيها على موقع كينوبويسك (الروسية)